# 珍山波動
珍山波動（ちんさんはどう）は、第三共和国時代の韓国の最大野党である民政党と新民党内部における党内派閥抗争に関する事件である。1964年8月の言論倫理委員会法を巡る第一次珍山波動と、1971年5月の総選挙における第二次珍山波動の二つがあり、いずれの事件も同時代における有力野党政治家であった柳珍山（ユ・ジンサン）の処遇を巡って発生した。

## 第一次珍山波動
第一次珍山波動は、1964年8月23日、与党である民主共和党（以下、共和党）が7月に強行採決した言論倫理委員会法を巡り、当時、民政党の党務委員であった柳珍山が党を除名された事件である。

### 経緯
1964年6月3日、日韓国交正常化交渉に反対する学生デモの高まりを受け、政府はソウル市一円に非常戒厳令を布告した（6・3事態）。戒厳令布告後、共和党と野党（民政党・民主党）は「時局収拾協議会」（以下、協議会）を組織して戒厳令解除に向けた協議を行い7月28日に与野党共同の声明を発表、同日行われた国会において与野党共同提案による非常戒厳令解除要求決議が可決された事により、翌29日、戒厳令は正式に解除された。しかし、協議会では学生による街頭行動を制限するための措置として与党側が求めていた「言論自立規制強化対策」について明文での合意がされていなかった。
戒厳令解除の翌30日、共和党は言論倫理委員会法案と学園保護法案を国会に単独提案した。これに対し野党は、尹潽善率いる民政党は徹底抗戦の姿勢を採ったが、もう一つの野党である三民会（民主党・自由民主党・「国民の党」による共同院内交渉団体）は修正案を提出した事で、分裂状態となった。また協議会に参加していた野党議員は、戒厳令解除後における共和党の行動を予め知った上で黙認していたのではないか、という疑惑を向けられ窮地に陥ることになった。強硬派は言論倫理委員会法の標的となった新聞各紙による疑惑報道に力を得て党内穏健派への攻勢を強める事になった。最大野党である民政党内における強硬派の批判は尹潽善と対立関係にあった柳珍山に向けられた。
言論倫理委員会法を巡り、壇上占拠など徹底抗戦を主張する尹潽善に対し、柳珍山はもう一つの野党である三民会を与党側に追いやるとして反対し、激しく対立した。そして、三民会が提出した言論倫理委員会法修正案が可決された際、民政党は壇上占拠ではなく議場からの退場を選択した事で尹潽善と柳珍山の政治的対立は決定的となり、8月3日に開催された議員総会は紛糾し、尹潽善らは柳珍山が与党の強行採決を黙認したとして公式に糾弾した。二日後に行われた中央常務委員会では「黙約真相調査委員団」が設置され、民政党が結果的に言論倫理委員会法の成立を許してしまった背景に柳珍山の暗躍があったとした。
8月23日、民政党監察委員会は書面決議にて柳珍山を除名する決定を行った。後に「第一次珍山波動」と呼ばれるこの事件に対し柳珍山は、法廷闘争で対抗、11月26日に裁判所にて自らの復党を勝ち取る事ができた。一方、尹潽善は群小政党である自由民主党との統合を推進、柳珍山が復党を勝ち取ったのと同じ日の11月25日に統合を宣言した。そして12月16日、柳珍山寄りの幹部13名を除名、7名を2年間の停権処分とした。しかし、野党統合を望む世論に推される形で、柳珍山系幹部に対する処分は同月31日に取り消された。

## 第二次珍山波動
第二次珍山波動は、1971年4月の大統領選挙直後に行なわれた総選挙の候補登録最終日である5月5日、当時の最大野党である新民党の総裁だった柳珍山が党内の了承がないままに自身の選挙区であったソウル特別市永登浦甲区から全国区に鞍替えした事件である。

### 経緯
当初、柳珍山が立候補する予定であった永登浦甲区から、共和党候補として朴正煕（パク・チョンヒ）大統領夫人である陸英修（ユク・ヨンス）の姉婿である張徳鎮（ジャン・ドクジン）が立候補して俄然注目を集めていたところに柳本人が突然、全国区に転出、後継候補に全く無名の青年候補、朴正勲（パク・ジョンフン）を擁立したことで、張候補は断然有利になった。そのため、柳本人と共和党の間で裏取引が在ったのではないか、との疑念がわき上がり党内は収拾がつかない混乱状態に陥った。
総選挙前月の大統領選挙で敗北し、非主流派（金大中前大統領候補が中心）と主流派（梁一東党運営委員が中心）の対立が顕在化していた所に、珍山波動が発生したことで新民党は党自体が崩壊しかねない状況にまで追い込まれた。柳珍山は5月12日に党総裁を辞任、元老で全党大会議長でもある金弘壹（キム・ホンイル）が党規約に従い党首代行に就任して新民党は選挙に臨んだ。選挙戦当初は改憲阻止線の65議席の確保も危ぶまれたが、強引に改憲して3選を果たした朴正熙政権に対する批判が新民党候補に集中したことで、改憲阻止線の65議席を大幅に上回る89議席（地方区65議席＋全国区24議席）を獲得して勝利することが出来た。なお、永登浦甲区では張徳鎮がソウル市で唯一の与党勢力として当選した。
選挙後の7月20日に開催された党大会の総裁選挙で総裁代行の金弘壹（主流派）が、金大中（非主流派）と梁一東（ヤン・イルトン、主流派から離脱）を破って当選し、金弘壹体制が発足したが、非主流派の支持者に対し、韓国中央情報部（KCIA）による脅迫や買収･出席妨害も公然と行なわれた。